# Etisalat
Etisalat (إتصالات с араб. — «Коммуникации») — торговая марка телекоммуникационной компании Emirates Telecommunications Corporation из ОАЭ. Национальный интернет-провайдер ОАЭ.
Оказывает услуги связи в 18 странах Ближнего Востока, Азии и Африки. Один из крупнейших мобильных операторов в мире (более 100 млн абонентов).

## История
Компания основана в 1976 году. До 2006 года был единственным оператором связи и интернет-провайдером в ОАЭ.

## Интернет-цензура
- Блокируются сайты, содержащие контент противоречащий политическим, моральным и религиозным ценностям ОАЭ (сайты связанные с порно, алкоголем, употреблением наркотиков, нетрадиционными сексуальными ориентациями, азартными играми).
- Блокируются сайты некоторых СМИ, враждебно настроенных к ОАЭ и исламу.